# Incognito (persoon)
Incognito houdt in dat men onherkenbaar is.
Tot de twintigste eeuw gingen vorsten en andere beroemde personen graag incognito op stap. Ze gedroegen zich dan als  burgers, werden door niemand herkend en bleven gevrijwaard van ceremonieel en eerbetoon. Bovendien konden ze horen wat de mensen werkelijk dachten.
Tegenwoordig is dit niet goed meer mogelijk, al wordt het nog weleens geprobeerd. Door televisie en fotografie weet iedereen hoe de bekende personen eruitzien, zodat ze spoedig herkend zullen worden. Het is voor beroemde mensen soms een groot probleem hoe ze uit handen van de paparazzi kunnen blijven.

## Trivia
- Was koningin Wilhelmina incognito, dan gebruikte ze vaak de schuilnaam Gravin van Buren.
- Prinses Beatrix bracht eens in vermomming een bezoek aan de Amsterdamse wallen.
- Prins Willem-Alexander deed in 1986 incognito mee aan de Elfstedentocht. Hij had zich ingeschreven als W.A. van Buren. Tijdens de tocht werd bekendgemaakt dat hij zich onder de deelnemers bevond.
- Over Prins Edward van Wales bestaat de volgende anekdote: eens was hij incognito op stap en mocht met een boer meerijden. Toen de prins uitstapte, bedankte hij de boer met de woorden "Mag ik u een portret van mijn moeder schenken?" Hij gaf de boer een geldstuk met de beeldenaar van koningin Victoria waarna hij zich uit de voeten maakte.